# Stadtlengsfeld
Stadtlengsfeld est une ancienne commune allemande de l'arrondissement de Wartburg, Land de Thuringe.

## Géographie
Stadtlengsfeld se situe sur la Felda.
La commune comprend trois quartiers : Gehaus, Hohenwart et Menzengraben.
|         | Krayenberggemeinde | Leimbach      |
| Vacha   | Stadtlengsfeld     | Bad Salzungen |
| Oechsen | Weilar             |               |

## Histoire
En 1125, l'abbaye d'Hersfeld fait construire un château à Lengsfeld pour sécuriser ses biens. Sous l'autorité du prince-abbé de Fulda, on bâtit des fortifications.
Pendant la guerre de Trente ans, la ville subit trois pillages en 1623, 1624 et 1625. La peste est présente en 1635.
Entre 1663 et 1720, Stadtlengsfeld est la scène de 18 procès pour sorcellerie. Il y a neuf exécutions, deux morts sous la torture, un accusé s'évade et quatre acquittements. Deux procès sont abandonnés.
Dans la nuit du 26 au 27 octobre 1878, un incendie touche 67 bâtiments.
Pendant la Seconde Guerre mondiale, environ 500 prisonniers de guerre et travailleurs forcés de différentes nations sont internés dans plusieurs camps.
Le 4 avril 1945, les troupes américaines occupent Stadtlengsfeld. Ils sont remplacés par des unités militaires de l'Armée rouge le 4 juillet 1945. Sur les fronts de la Seconde Guerre mondiale, 144 soldats de la ville sont morts. L'Holocauste tue 49 anciens résidents juifs de Stadtlengsfeld.
Gehaus fusionne avec Stadtlengsfeld en 1996.

## Personnalités liées à la commune
- Christian Schreiber (1781-1857), philosophe
- Philipp Enders (1808-1878), homme politique
- Dankmar Adler (1844-1900), architecte
- Hugo Chanoch Fuchs (1878-1949), rabbin
- Rolf Schlegel (né en 1947), généticien
- Herbert Schirmer (né en 1945), homme politique

## Source de la traduction
- (de) Cet article est partiellement ou en totalité issu de l’article de Wikipédia en allemand intitulé « Stadtlengsfeld » (voir la liste des auteurs).